# Гомес де Авельянеда, Хертрудис
Хертру́дис Го́мес де Авельяне́да (исп. Gertrudis Gómez de Avellaneda; 23 марта 1814, Куба — 1 февраля 1873) — испано-кубинская писательница.

## Биография
Отец Хертрудис, Мануэль Гомес де Авельянеда, был аристократом. Мать также происходила из благополучной испанской семьи, которая проживала в городе Пуэ́рто-При́нсипе (современный город Камагуэй).
С самого раннего детства Гомес проявляла огромный интерес к книгам. Ставила спектакли по прочтённым пьесам и всегда принимала в них участие (у неё были в основном мужские роли). Однако постепенно интерес к книгам угас. Молодая Тула, как её называли родственники, погрузилась в светскую жизнь. В эти годы будущая писательница больше интересовалась танцами, музыкой и рисованием. Отказавшись выходить замуж за человека, которого она не любила и которого выбрали ей её родители, начался период депрессии в жизни Гомес. После этого инцидента, она снова приступила к чтению и начала писать.
В возрасте 22 лет Гомес покинула пределы Кубы и отправилась в Испанию, чтобы продолжить там своё творчество. Она писала поэмы, автобиографии, романы и пьесы. Период расцвета её популярности относится к 1840—1850-м годам.
Первого человека, которого полюбила Гомес, звали Игнасио де Сепеда. Он оказал значительное влияние на её творчество. Многие произведения Хертрудис были посвящены теме любви. В период с 1839 по 1854 год Хертрудис написала более сорока любовных писем. Однако выйти замуж за него она всё-таки не осмелилась, так как у неё не было большого состояния, даже несмотря на то, что она происходила из аристократического рода.
После разрыва отношений с Игнасио Хертрудис переехала в городе Кадис, где издавала журнал «La Aureola».
Впоследствии писательница познакомилась с поэтом из Севильи Габриэлем Гарсиа-и-Тессара. В 1844 году у Хертрудис родилась внебрачная дочь от Тассара. Однако вскоре после рождения дочери Тассара бросил Хертрудис, а сам младенец умер спустя несколько месяцев в 1845 году. Очень скоро писательница вышла замуж за Педро Сабатера, писателя, поэта. 10 мая 1846 года они поженились. Однако их счастье длилось недолго. Педро вскоре умер от рака, оставив жену в очень бедственном положении. После его смерти Хертрудис написала пьесу «Egilona».
26 апреля 1855 года писательница снова вышла замуж. В этот раз за полковника Доминго Вердуго-и-Массьеу. Вскоре семья переехала из Мадрида на Кубу, где писательница издавала журнал «Альбум кубано». 28 октября 1863 года Доминго умер.
В 1864 году писательница вернулась в Испанию. Хертрудис Гомес де Авельянеда умерла 1 февраля 1873 года из-за диабета.

## Творчество
В течение своей жизни Хертрудис написало большое количество произведений в самых разных жанрах: поэзия, драма, роман, короткие истории и эссе. Несмотря на популярность в годы своей жизни, писательница подвергалась резкой критике, прежде всего, со стороны мужской половины населения. Связано это с тем, что произведения Хертрудис затрагивали тему неравенства обоих полов, в том числе, расовое и классовое различия в обществе. Её произведения оказали значительное влияние на формирование движений за отмену рабства и эмансипации женщин.
Впервые Хертрудис начала издавать свои произведения в 1836 году. Уже в 1840 году состоялась премьера её драмы «Леонсия».
Самый первый и самый противоречивый роман, который написала Гомес, «Саб», был впервые опубликован в 1841 году. Он стал первым антирабовладельческим романом, написанным в Латинской Америке, опередив знаменитую «Хижину дяди Тома» на десять лет. В этом произведении рассказывается о жизни кубинского раба по имени Саб, который влюбляется в Карлоту, дочь его хозяина. Однако она выходит замуж за английского богача. В книге писательница подчёркивает моральное превосходство раба над его хозяевами и просто белыми людьми. Если душа Саба чиста, то главной целью жизни, например, для англичанина, который женился на Карлоте, является, прежде всего, личное обогащение, интересы бизнеса.
За антирабовладельческий характер роман «Саб» был запрещён на Кубе, а само произведение вызвало скандал в латиноамериканском обществе. Однако популярность Гомес в Испании только возросла.
Среди других её известных произведений можно выделить трагедию «Альфонсо Мунио» (1844) и «Валтасар» (1858), исторический роман о завоевании Мексики «Гуатимосин» (1846).
В собрание её сочинений вошли два тома стихотворений, восемь томов прозы и 16 драм.